# Музей нумізматики (Острог)
Музей нумізматики — постійна нумізматична виставка Державного історико-культурного заповідника міста Острога.
Музей розташований у приміщенні колишнього житлового будинку єврея-друкаря Шами Шейнерберга (XIX — ХХ ст. забудови). Фонд музею нараховує понад 11 тисяч одиниць зберігання. До збірки належать монети, грошові сурогати, нагороди, бони, цінні папери, шати до ікон. Зберігається 5231 одиниця основного фонду нумізматики. В її склад входять монети, медалі, бони, ордени Росії, Польщі, Німеччини, СРСР, України XIV-ХХ ст..
Особливий інтерес в експозиції музею становить колекція українських грошових знаків 20 століття. Серед найцікавіших експонатів — підбірка паперових грошей українських міст — Одеси, Житомира, Кременця, Острога, загальнодержавні гроші та цінні папери періоду національно-визвольних змагань 1917—1921 років.
Не менш цікавим явищем в експозиції музею є скарби 17 і 20 століть.
Музей володіє повною колекцією, однією з двох в Україні, пам'ятних та ювілейних монет Національного банку України.